# Козлова (река, впадает в Кроноцкий залив)
Козлова — река на полуострове Камчатка в России.
Длина реки — 33 км. Протекает по территории Елизовского района Камчатского края. Берёт исток из ледника Левый Тюшевский, протекает в южном направлении до впадения в Тихий океан.
Близ устья реки находится мыс Козлова, названный в честь начальника лоцманской службы в Охотске, служившего там до 1833 года.

## Данные водного реестра
По данным государственного водного реестра России относится к Анадыро-Колымскому бассейновому округу.
Код объекта в государственном водном реестре — 19070000212120000019629.